# Propriété de Baire
En mathématiques, on dit qu'une partie A d'un espace topologique X a la propriété de Baire (nommée d'après René Baire) si elle est égale à un ouvert à un maigre près, c'est-à-dire s'il existe un ouvert U de X tel que la différence symétrique AΔU soit un ensemble maigre.

## Propriétés
Les parties de X qui ont la propriété de Baire forment une tribu sur X, c'est-à-dire un ensemble non vide de parties de X, stable par complémentaires et par unions (ou intersections) dénombrables. Puisque tout ouvert a la propriété de Baire (car l'ensemble vide est maigre), cette tribu contient celle des boréliens.
Si une partie d'un espace polonais a la propriété de Baire, alors le jeu de Banach-Mazur (en) correspondant est déterminé. La réciproque est fausse ; cependant, si tous les ensembles d'une classe adéquate (en) correspondent à des jeux déterminés, alors tous ont la propriété de Baire.